# Temnophylloides
Temnophylloides is een geslacht van rechtvleugeligen uit de familie sabelsprinkhanen (Tettigoniidae). De wetenschappelijke naam van dit geslacht is voor het eerst geldig gepubliceerd in 1939 door Henry.

## Soorten
Het geslacht Temnophylloides  is monotypisch en omvat slechts de volgende soort:
- Temnophylloides astridula (Henry, 1939)